# Amiral Ackbar
Amiral Ackbar är en karaktär i den fiktiva Star Wars-världen.
Ackbar tillhör arten Mon Calamari som härstammar från planeten med samma namn.
När Rymdimperiet invaderade Mon Calamari försökte Ackbar, som var ledare för det styrande rådet, att förhandla. Imperiet svarde med att förslava både Mon Calamarierna och Quarren. Ackbar blev då i stället ledare för motståndsrörelsen.